# Symphlebomis palawana
Symphlebomis palawana là một loài bướm đêm thuộc phân họ Arctiinae, họ Erebidae.